# Station Moelv
Station Moelv is een station in  Moelv in fylke Innlandet in Noorwegen. Het eerste stationsgebouw dateerde uit 1894. Dit werd in 1981 vervangen door het huidige gebouw.